# Весела Гора (Шентруперт)
Весела Гора (словен. Vesela Gora) — поселення в общині Шентруперт, регіон Південно-Східна Словенія, Словенія.